# Michal Bobek
Michal Bobek (* 30. srpna 1977 Chrudim) je český právník zabývající se evropským právem, srovnávacím právem a právní teorií. Je soudcem Nejvyššího správního soudu a hostujícím profesorem na Institutu evropského, mezinárodního a srovnávacího práva Vídeňské univerzity. V letech 2015 až 2021 byl prvním generálním advokátem Soudního dvora Evropské unie nominovaným Českou republikou.

## Život
V roce 2004 absolvoval studium práv na Právnické fakultě Univerzity Karlovy a mezinárodní vztahy na Fakultě sociálních věd Univerzity Karlovy (v roce 2001 bakalářské studium mezinárodních teritoriálních studií na stejné fakultě). V letech 1999–2001 navštěvoval rovněž dvouletý kurz Diploma in English and EU Law, organizovaný distančně University of Cambridge (Madingley Hall). Dále studoval na Université Libre de Bruxelles (2001–2002) a T.C. Beirne School of Law, University of Queensland v Austrálii (2003). V roce 2005 získal titul M.Jur. na Oxfordské univerzitě (St Edmund Hall, Jenkins Memorial Fellow a Visegrad Scholarship; Winter Williams Prize). V roce 2011 obhájil PhD na Evropském univerzitním institutu ve Florencii (EUI Excellence Grant; Mauro Cappelletti Prize). V květnu roku 2025 se úspěšně habilitoval v oboru Právo Evropské unie na Právnické fakultě Univerzity Palackého v Olomouci.
V letech 2005–2009 pracoval jako asistent předsedy Nejvyššího správního soudu a poté rovněž coby vedoucí Oddělení dokumentace a analytiky téhož soudu (2008–2009). V letech 2011–2013 vyučoval na Právnické fakultě Oxfordské univerzity; v letech 2013–2016 byl pak vědeckým pracovníkem Institutu evropského a srovnávacího práva na téže univerzitě. V letech 2013–2015 byl (stálým) profesorem evropského práva na College of Europe v Bruggách. Mezi lety 2013–2015 byl rovněž členem rozkladové komise České národní banky. 
Externě přednáší na Právnické fakultě Univerzity Karlovy,  stejně jako na Vídeňské univerzitě.  Jako hostující profesor v minulosti přednášel na řadě  univerzit v Evropě i v zámoří, mimo jiné na Univerzitách v Torontu, Paříži, a Lucemburku, stejně jako na Evropském univerzitním institutu ve Florencii. Věnoval se rovněž výuce v dalším profesním vzdělávání právníků, mimo jiné pro Justiční akademii ČR, Justiční akademii SR, Europäische Rechtsakademie Trier a řadu dalších českých i mezinárodních veřejných orgánů. Je členem vícero učených společností v oboru evropského a veřejné práva v Evropě, stejně jako řady redakčních rad odborných periodik (mj. European Law Review, Oxford Encyclopedia of EU Law, Revista General de Derecho Europeo, Revista română de drept comunitar, Právní rozhledy, Soudní rozhledy, Jurisprudence).  
Je autorem či spoluautorem dvou desítek knih a více než sta článků z oblasti evropského a srovnávacího práva, právní teorie a veřejného práva, publikovaných po celém světě v češtině, angličtině, němčině a francouzštině, dále též v překladech do polštiny, ruštiny, bulharštiny či do rumunštiny. V roce 2006 spolu s Janem Komárkem založil blog Jiné právo, na který do roku 2015 přispíval. Je spoluzakladatelem a do roku 2016 byl předsedou České společnosti pro evropské a srovnávací právo. Jeho akademická práce získala řadu mezinárodních ocenění (např. Ius Commune Prize) a financování (např. Volkswagen Stiftung Fellowship, University of Oxford; Shaken Order Fellowship, Centre for Advanced Studies, Sofia; Paderewski Research Grant, Polsko). V červnu 2012 byl zařazen Tomášem Němečkem v Lidových novinách mezi deset intelektuálně nejvlivnějších českých právníků,  stejně jako v roce 2019 v obdobné anketě Právního rádce. 
V roce 2015 byl jmenován na období od 7. října 2015 do 6. října 2021 generálním advokátem Soudního dvora Evropské unie. Je autorem řady významných stanovisek z oblasti institucionální práva EU; prostoru svobody, bezpečnosti a práva (justiční spolupráce ve věcech trestních, správních, a civilních); regulace nových technologií; ochrany osobních údajů; a rovněž otázek týkajících se krize právního státu ve střední a východní Evropě.   
Kromě češtiny publikuje a přednáší rovněž v angličtině, němčině, a francouzštině.  

## Dílo
- M. Bobek, A. Bodnar, A. von Bogdandy, P. Sonnevend (eds.): Transition 2.0: Re-establishing Constitutional Democracy in EU Member States. Nomos Verlag, Baden-Baden, 2023
- M. Bobek, P. Bříza, P. Hubková: Vnitrostátní aplikace práva Evropské unie. 2. vydání. C. H. Beck, Praha, 2022
- M. Bobek, J. Adams-Prassl (eds.): The EU Charter of Fundamental Rights in the Member States. Hart Publishing, Oxford 2020
- M. Bobek, J. Prassl (eds.): Air Passenger Rights: Ten Years On. Hart Publishing, Oxford 2016
- M. Bobek (ed.): Central European Judges under the European Influence: The Transformative Power of the EU Revisited. Hart Publishing, Oxford 2015
- M. Bobek (ed.): Selecting Europe's Judges: A Critical Review of Selection Procedures to the European Courts.  Oxford University Press, 2015
- M. Bobek: Comparative Reasoning in European Supreme Courts, Oxford University Press, 2013
- M. Bobek, Z. Kühn: Judikatura a právní argumentace, 2. vydání, Auditorium, Praha, 2013
- M. Bobek et al. (eds.): Dvacet let Evropské úmluvy v Čechách a na Slovensku. C. H. Beck, Praha, 2013
- J. Kmec, D. Kosař, J. Kratochvíl, M. Bobek: Evropská úmluva o lidských právech. Komentář. Praha, 2012
- M. Bobek, P. Bříza, J. Komárek: Vnitrostátní aplikace práva Evropské unie, Praha, 2011
- M. Bobek, V. Šimíček (eds.): Jiné právo literární. Praha, 2011
- M. Bobek, P. Molek, V. Šimíček (eds.): Komunistické právo v Československu. Kapitoly z dějin bezpráví, Brno, 2009
- M. Bobek, J. Komárek (eds.): Jiné právo offline. Praha, 2008
- M. Bobek, P. Boučková, Z. Kühn: Rovnost a diskriminace, Praha, 2007
- M. Bobek et al.: Předběžná otázka v komunitárním právu, Praha, 2005
- M. Bobek: Porušení povinnosti zahájit řízení o předběžné otázce podle článku 234 (3) SES, Praha, 2004